# Hernando de Alarcón (militar)
Hernando de Alarcón (Palomares del Campo, 1466 - Nàpols, Castelnuovo, 17 de gener de 1540) va ser un militar espanyol, destacat en les guerres italianes.
Fill de Diego Ruiz de Alarcón i de María de Illanes. Als 16 anys va començar el seu aprenentatge militar al costat del seu oncle Pedro Ruiz de Alarcón en les guerres contra els àrabs que ocupaven la península Ibèrica. Posteriorment va prendre part en la guerra de Granada.
A les ordres de Gonzalo Fernández de Córdoba, al comandament de cent homes de cavalleria, va participar en el setge de Cefalònia de 1500 i en la guerra de Nàpols de 1501, en la qual va prendre part en les batalles de Seminara i Garellano al costat d'Antonio de Leyva, on tots dos van merèixer el tractament honorífic de senyor. Alarcón seria designat governador de Tàrent, tornant a Espanya després del final de la guerra.
En esclatar la guerra de la Lliga de Cambrai el 1508 va tornar a Itàlia i va lluitar al costat de Fabrizio Colonna, sent ferit i fet presoner en la batalla de Ravenna. Seria rescatat poc després. En 1510 va participar en la presa de Bugia (Bugia) i Trípoli, al nord d'Àfrica.
En 1525 va comandar l'avantguarda de la cavalleria en la batalla de Pavia, ocupant-se de la custòdia del rei Francesc I de França, capturat en l'enfrontament, i del seu trasllat al Reial Alcàsser de Madrid i posterior viatge a Baiona després del seu alliberament, serveis pels quals Carles I el recompensà amb el títol de marquès de la Valle Siciliana. De retorn a Itàlia va prendre part en el Saqueig de Roma (1527), on el papa Climent VII va ser capturat i posat sota la custòdia d'Alarcón durant el seu tancament al Castell de Sant'Angelo.
En 1535 va formar part de l'expedició militar que va participar en la Jornada de Tunis, en la qual les forces imperials de Carles I van atacar i van prendre la ciutat, defensada per Barba-rossa.
Després de la seva retirada de la vida militar Alarcón va morir a Castelnuovo (Nàpols) el 17 de gener de 1540.